# آنابل مالیون
آنابل مالیون (انگلیسی: Annabel Mullion؛ زادهٔ ۱۹۶۹ میلادی) بازیگر اهل بریتانیا است.
از فیلم‌ها یا مجموعه‌های تلویزیونی که وی در آن‌ها نقش داشته‌است، می‌توان به پوآرو، کرینگتون، آدمکشان میدسامر و  غیرممکن اشاره نمود.